# ジョセフソンコンピュータ
ジョセフソンコンピュータ（Josephson Computer）は、超伝導材料によるジョセフソン素子を使用したコンピュータである。磁束量子に関する量をデジタル論理演算(ブール代数)の論理状態に対応させる。コンピュータの名称ではあるが、現時点ではデジタル論理回路の方式がいくつか提案され、実験により動作確認されている研究段階である。
低消費電力、高速動作などの特長が期待されているが、超伝導が発現する極低温を用意するために液体ヘリウム冷凍機などの高度な冷却が必要な事、超伝導材料の集積回路化に向けた製造技術が開発途上である事から、実用には至っていない。
主に日本とアメリカ合衆国で研究されている。また従来の電子計算機と同様にブール代数(デジタル論理演算)を前提とする方式の他、量子状態の重ね合わせの並列進行による量子コンピュータへの利用も研究されているが、いずれの方向性も研究段階である。

## 概要
超伝導現象を利用したスイッチング素子としては古くはBuckによるクライオトロンがあるが、ジョセフソン素子を用いたスイッチングは1966年、米IBMのMatisooにより初めて報告された。そのとき測定されたスイッチング時間は、当時としては非常に高速な800 psであった。IBMの開発した回路は、“電圧モード論理回路”と呼ばれ、半導体論理回路と同じく、電圧の有無を論理状態の"0"、"1"に対応させるものであった。その後、IBMはジョセフソン素子をシリコン半導体素子の後に続く高速コンピュータ用素子と位置づけ、論理回路、記憶回路の研究開発を本格的に開始した。日本では1970年代から電電公社、富士通などが研究を開始していたが、1981年に開始された通産省の大型工業技術研究開発制度「科学技術用高速計算システム」（1981-1989年）のもと、富士通、日立製作所、日本電気が参加、スーパーコンピュータ用素子としてのジョセフソンディジタル回路の研究が推進された。
これらのプロジェクトはジョセフソンコンピュータの研究を世界的に促進する大きな力となった。しかしながらその後、
1. 鉛合金ジョセフソン接合の特性の熱サイクルによる経時変化
2. 接合面積のばらつきに起因する臨界電流値の不均一性と集積規模の制限
3. パンチスルーと呼ばれる現象によるクロック周波数の制限
4. 半導体素子の進歩によりジョセフソン素子の速度優位性が絶対的なものでなくなってきたこと
5. 大電流交流バイアスの供給の困難さ

等の要因により、IBMは1983年にジョセフソンコンピュータの研究を大幅に縮小した。一方、日本では鉛に代わってNb系接合技術を採用することにより特性の経時変化の問題をクリアし、富士通による4ビットマイクロプロセッサの開発、電子技術総合研究所によるコンピュータプロトタイプの構築といった一定の成果は得られたものの、1995年から1997年にかけて行われた通産省プロジェクト「ジョセフソン素子ハイブリッドシステムの研究開発」を最後として“電圧モード論理回路”の研究は終了された。
この間、東北大学の中島康治らが独自の“位相モード論理回路”を提案・研究していたが、大きな広がりは持たなかった。位相モード論理回路は磁束量子の位相情報を論理状態の"0"、"1"に対応させる回路であり、半導体論理回路とは根本的に動作原理の異なるものである。1985年にモスクワ大学のLikharevは独自に位相モード論理回路を再構築した、“単一磁束量子（Single Flux Quantum、SFQあるいはRSFQ）回路”と呼ばれる一連の論理回路方式を提案・実証した。RSFQ回路は電圧モード論理回路と比べて1桁の高速化と3桁の低消費電力化が可能であり、ブレークスルーとして注目を集めた。米国では、ニューヨーク州立大学に移籍したLikharevを中心としてTRW、Northrop Grumman、HYPRES、カリフォルニア大学バークレー校等での研究開発が盛んになった。特にHTMTと呼ばれるペタフロップスコンピュータ開発プロジェクトの中核的な技術として採用されている。日本では1997年から科学技術庁科学技術振興調整費「単一磁束量子を担体とした極限情報処理機能の研究」の下、超電導工学研究所、産業技術総合研究所、富士通、日立製作所、日本電気、東北大学、東京大学、横浜国立大学、名古屋大学、日本女子大学等でRSFQ回路の研究が開始された。
すでにRSFQ回路の研究が活発化してから15年を経るが、その実用化については楽観できる状況ではない。この間、8ビットマイクロプロセッサの18 GHz動作の実証 など、着実な成果は上がってきた。しかしながら半導体素子でも超並列によるペタフロップスコンピュータの実現が視野に入ってきた現状からすれば、性能的な差別化が容易ではなくなってきたのも事実である。
ジョセフソンコンピュータに期待されるもうひとつの分野は、量子コンピュータである。現在、ジョセフソン接合を用いた固体キュービットの提案と実証が進みつつある。キュービットのコヒーレンス時間を縮める要因として外界との接触によるデコヒーレンスが挙げられるが、極低温のRSFQ回路を外界とのインターフェイスに用い、コヒーレンス時間を改善する提案もなされている。

## 電圧モード論理回路

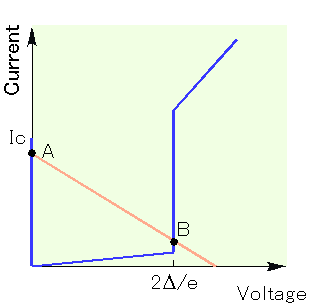
第1図　電圧モードジョセフソン素子のIV特性

### 動作原理
ヒステリシス特性を持つジョセフソン素子に適当な負荷抵抗とバイアス電流源を接続し、図のような負荷線をひいたとき、A、Bの2つの安定点ができる。例えば零電圧状態のAを"0"状態、有限電圧状態のBを"1"状態と規定すれば、2つの論理状態を表すことができる。AからBへ遷移させるには、磁場を加えて臨界電流Icをバイアス電流以下にするか、あるいは接合に流す電流をIc以上にすればよい。一旦Bへ遷移すれば、磁場を切るあるいは電流をIc以下に戻してもBの状態は保たれる。BからAへ遷移させるには、一旦バイアス電流を零にした後、バイアス電流を元に戻せばよい。これからわかるように、電圧モード論理回路では交流（あるいは直流が重畳された交流）バイアス電源が必要である。この繰り返し周波数がクロック周波数となる。集積規模が大きい場合、大電流の高周波バイアスを供給することは必ずしも容易ではない。

### スイッチング速度
AからBへの遷移に要する時間はおおよそ20 ps、BからAへの遷移に要する時間はおおよそ30 ps程度である。

### クロック周波数
電圧モード論理回路のクロック周波数を制限する要因として、パンチスルー現象があげられる。パンチスルーとは、動作点をBからAに戻す際、あまり早く戻すとある確率で再びBに戻ってしまい、誤動作を引き起こす現象である。このため、クロック周波数をスイッチング速度に見合うほど上げることができないという問題がある。これまでに動作確認された最高クロック周波数は、COSL(Complementary Output Switching Logic) ORゲートの10 GHzであるが、10素子程度の小規模な回路である。

### 論理振幅と消費電力
論理振幅はギャップ電圧Δの2倍程度であり、Nb系接合では約2.8 mVである。また、バイアス電流は1 mA程度であることから、接合あたりの消費電力はμWのオーダーであり、半導体素子と比較して約3桁小さい。このことから、ジョセフソン論理回路は超高密度の実装が可能であり、チップ間の信号遅延を極小にできるという特徴を持つ。

### 論理ゲートファミリー
以上は単一の接合を用いてスイッチングさせた場合であるが、実際には入力感度を高めるため、数個の接合を組み合わせて論理ゲートを作製する。組み合わせ方により、CID(Current Injection Device)、DCL(Direct Coupled Logic)、4JL(4 Junction Logic)、MVTL(Modified Variable Threshold Logic)、COSL等、種々の論理ゲートファミリーが考案されている。なお、これまでに達成された最高速のスイッチング時間はMVTL ORゲートの4 psである。

### 試作された集積回路
Nb系ジョセフソン接合による電圧モード論理回路を用いて作製された最大規模の集積回路は富士通による4ビットマイクロプロセッサで、ゲート数は1841である。しかしながら最高クロック周波数は770 MHzにとどまった。

## RSFQ論理回路

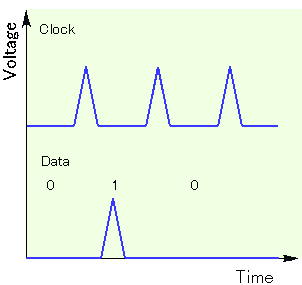
第2図　RSFQ論理回路の動作波形

### 動作原理
RSFQ論理回路は、多段に接続された超伝導ループの中の磁束を転送していくことによって情報の伝達、演算を行う論理回路である。隣り合う2つの超伝導ループには1つのジョセフソン接合が共有されており、磁束は接合を通過して転送されていく。この時、接合の両端に電圧パルスが発生することから、RSFQ論理回路は電圧パルスの有無を論理状態の"0"、"1"に対応させる回路とみなすこともできる。第2図はRSFQ論理回路の電圧波形である。まず回路全体に電圧パルスからなる周期的なクロックを導入する。クロックパルスとクロックパルスの間の時間がデータの待ちうけ時間であり、この間にデータパルスが到着すれば"1"の入力、到着しなければ"0"の入力とみなす。これらパルスの振幅と時間幅は
{\displaystyle \int V(t)\,dt=\Phi _{0}=2.07\times 10^{-15}Wb}
の関係を満たし、典型的な値はそれぞれ0.5 mV、5 psの程度である。パルス幅から、RSFQ論理回路の上限クロック周波数は100 GHz程度と考えられている（Nb系接合の場合）。また、ゲートあたりの消費電力はナノワットのオーダーであり、電圧モード論理回路よりもさらに低電力動作が可能である。